# Palghar (Distrikt)

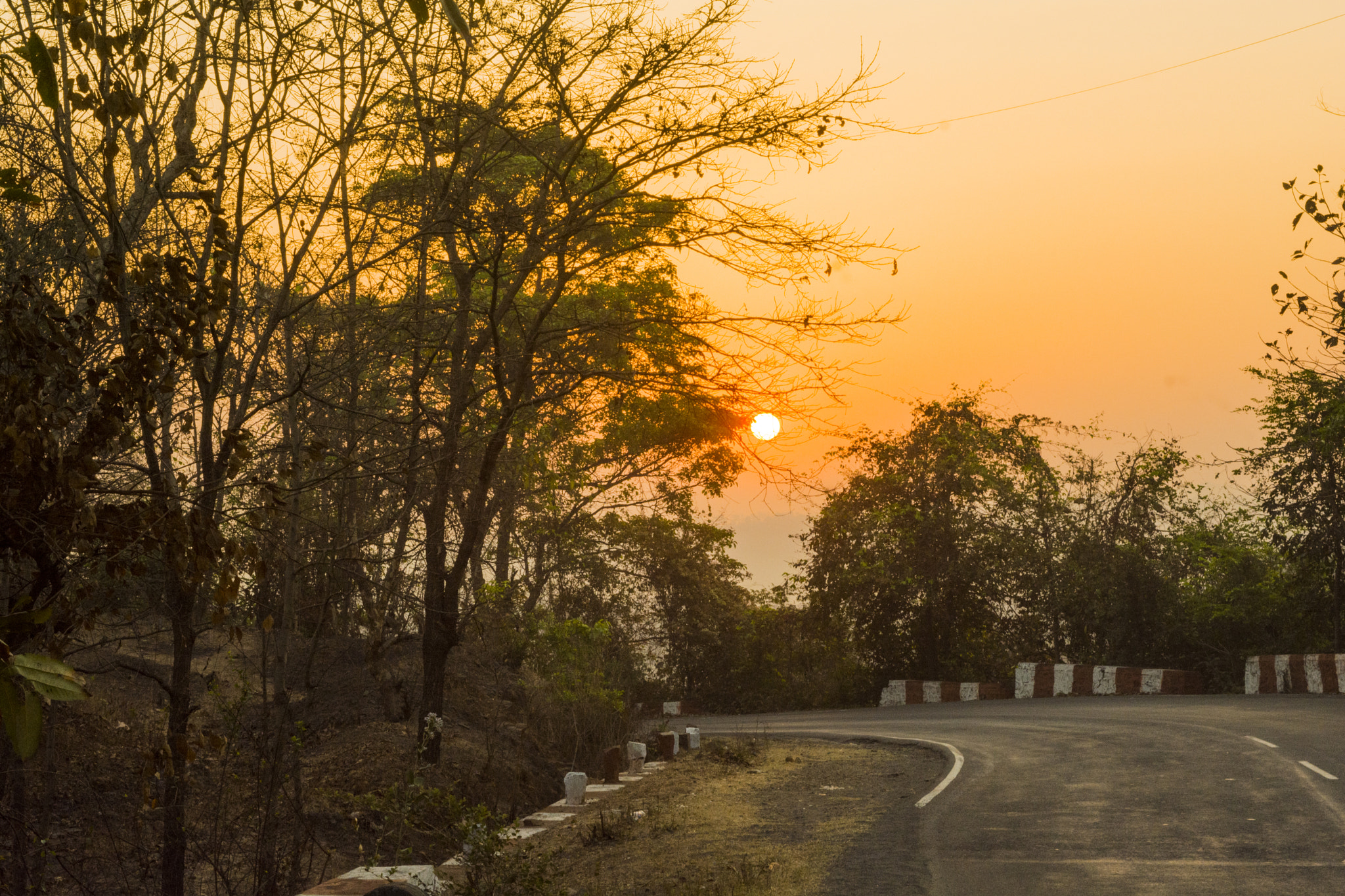
Sonnenaufgang, gesehen von den Westghats

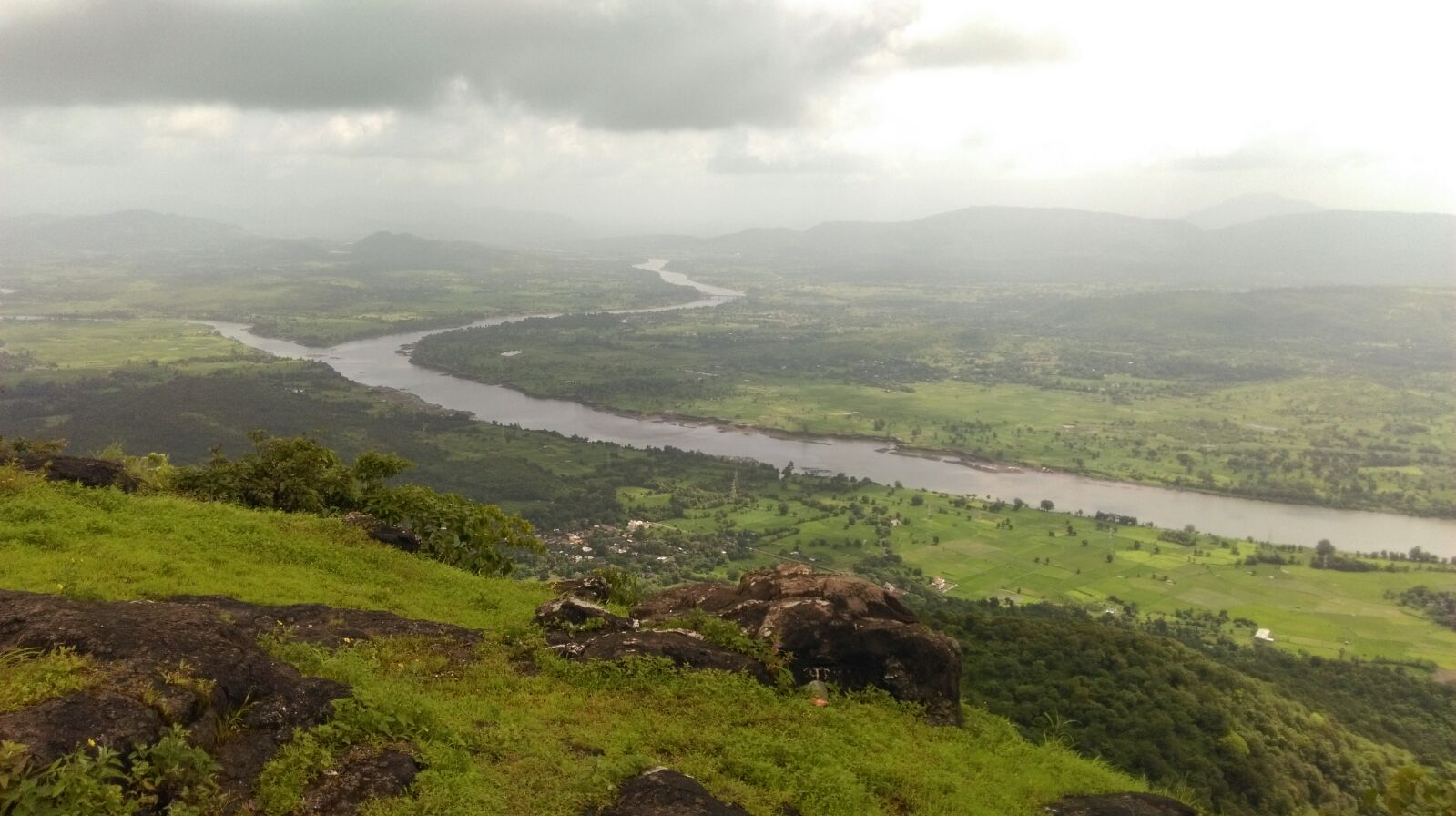
Umgebung von Tanduliwadi in den Westghats

Der Distrikt Palghar (Marathi: पालघर जिल्हा) ist ein Distrikt des Bundesstaats Maharashtra in Indien. Verwaltungssitz ist die gleichnamige Stadt Palghar.

## Lage und Klima
Der Distrikt liegt an der Nordwestgrenze Maharashtras zum benachbarten Bundesstaat Gujarat sowie zum Unionsterritorium Dadra und Nagar Haveli und Daman und Diu. Die angrenzenden Distrikte sind Valsad (Gujarat) und Dadra und Nagar Haveli im Norden, Nashik im Osten und Thane im Süden. Im Westen grenzt der Distrikt an das Arabische Meer und weist eine zerklüftete Küstenlinie von etwa 112 km Länge auf.
Das Stadtzentrum von Mumbai liegt etwa 110 km südlich der Distrikthauptstadt.
Das Klima ist feucht-heiß mit Temperaturen zwischen maximal 40,6 °C im Sommer und minimal 8,3 °C im Winter. Der Jahresniederschlag liegt bei 2300 bis 2400 mm.

## Geschichte
Der Distrikt entstand am 1. August 2014 durch Abtrennung vom Distrikt Thane als 36. Distrikt Maharashtras.

## Bevölkerung
Nach der Volkszählung 2011 lebten im Gebiet des späteren Distrikts 2.995.428 Personen, davon etwa 1.352.283 in städtischen und 1.643.145 in ländlichen Regionen. Die Lesefähigkeit betrug nach dieser Erhebung 66,65 % (Männer 72,23 %, Frauen 59,28 %). 1.118.008 Personen (37,39 %) gehörten den Scheduled Tribes an.

## Verwaltungsgliederung
Der Distrikt ist in acht Taluks unterteilt (Mokhada, Talasari, Vasai, Vikramgad, Palghar, Dahanu und Wada), die in fünf Sub Divisions gruppiert sind (Palghar, Vasai, Jawhar, Dahanu, Wada). Der Distrikt weist 1007 Dörfer und 467 Gram panchayats (Dorfräte) auf.

## Wirtschaft
Im Distrikt befindet sich das Kernkraftwerk Tarapur.

## Sehenswürdigkeiten und Tourismus
Der Distrikt weist eine Reihe von Sehenswürdigkeiten auf. Dazu zählen das Shirgaon Fort aus der Zeit des Marathenkönigs Chhatrapati Shivajis, das Kelva Fort, ein portugiesisches Kolonialfort aus dem 16. Jahrhundert, der etwa 150 Jahre alte Jivdani-Tempel der Hindu-Göttin Jivdani Mata in Virar, u. a. m. Es gibt mehrere Natursehenswürdigkeiten, wie verschiedene Wasserfälle.
Jawhar Rajwada ist eine kleine, in landschaftlich schöner Umgebung gelegene Hill Station in den Bergen Palghars. An der Küste gibt es verschiedene Strände.